# Сепир, Эдуард
Эдуард Сэпи́р (англ. Edward Sapir, /səˈpɪər/; 26 января 1884 — 4 февраля 1939) — американский лингвист и антрополог.
Член Национальной академии наук США (1934).

## Биография
Сепир родился 26 января 1884 года в Лауэнбурге (тогда в составе Германии, ныне — город Лемборк в Польше) в семье синагогального кантора. В семье его родителей, евреев-литваков Якова Давида Сапира и Евы Сегал, основным языком был идиш. Когда он был ребёнком, семья перебралась в Ливерпуль, а затем (1894) в Нью-Йорк. В 1904 году окончил Колумбийский университет. С 1910 года по 1925 год был начальником этнографического отдела Канадской геологической службы в Оттаве. С 1927 года по 1931 год был профессором Чикагского университета, с 1931 года преподавал в Йельском университете. Член Американской академии искусств и наук (с 1930), президент Американского лингвистического общества (с 1933) и Американской антропологической ассоциации (1938).
Работая научным сотрудником в Калифорнийском университете (1907—1908), занимался описанием нескольких индейских языков запада США (яна, такелма, вишрам и др.), применяя к ним те же строгие методы анализа, которые используются при исследовании индоевропейских и семитских языков. После недолгого пребывания в университете Пенсильвании заведовал антропологией в Геологической службе Канады (1910—1925), и в этот период центральное место в его исследованиях занимали нутка (язык индейцев северо-западного побережья) и атапаскские языки. Позже он занимался навахо, хупа, юте и другими языками, а также провёл целый ряд широкомасштабных сравнительных исследований.
Его этнографические описания обретали особый блеск благодаря тому, что он занимался языками племён; в своей работе «Временная перспектива в аборигенной культуре Америки» (Time Perspective in Aboriginal American Culture, 1916) Сепир оригинальным образом использовал лингвистические данные в целях исторической реконструкции.
Глубокое знание сравнительно-исторических данных позволило ему установить генетическое родство между различными языками Центральной и Северной Америки в работе Central and North American Languages (1929), в которой он убедительно свёл большинство из общепризнанных 75 групп в шесть крупных макросемей. В сферу его интересов входили также языки Старого света и индоевропейская фонология, а также проблема международных языков. В книге «Язык» (Language, 1921) Сепир показал, что каждый язык характеризуется основополагающими структурами, которые и определяют наличие в данном языке специфических звуков, слов и грамматических особенностей; эти структурные черты языка-предка являются причиной сходного развития языков-потомков (концепция «дрейфа»).
В период работы в Чикагском (1925—1931) и Йельском университетах Сепир заинтересовался психологическими аспектами анализа языка. Будучи председателем Отделения антропологии и психологии в Национальном научно-исследовательском совете (1934—1935), он способствовал проведению важных лингво-психологических исследований. По мнению Сепира, язык, культура и личность сливаются в единое целое; язык — это «символический ключ к поведению», потому что опыт в значительной степени интерпретируется через призму конкретного языка и наиболее явно проявляется во взаимосвязи языка и мышления. Большое количество статей и его семинар в Йельском университете «Воздействие культуры на личность» не только привлекли внимание антропологов к индивидууму в его культурной среде, но и оказали заметное влияние на теорию психоанализа.
Эдуард Сепир скончался 4 февраля 1939 года в городе Нью-Хейвен (Коннектикут) из-за проблем с сердцем.

## Лингвистические достижения
Сепир был одним из крупнейших и влиятельнейших лингвистов первой половины XX века, ему принадлежат пионерские достижения в лингвистической типологии, фонологии, социолингвистике. Исследовал многие индейские языки Северной Америки, выдвинул ряд гипотез об их генетических связях. Его работы оказали влияние на американский дескриптивизм, но во второй половине века активно использовались и представителями функционального и генеративистского направления.
В своих работах Сепир высказывал некоторые идеи, близкие «гипотезе лингвистической относительности», которую затем наиболее последовательно сформулировал Бенджамин Ли Уорф. Поэтому эта гипотеза известна под названием гипотеза Сепира — Уорфа.
Сепир отрицал понятие примитивного языка; он писал: «Когда речь идет о языковых формах, Платон стоит рядом с македонским свинопасом, а Конфуций — с диким охотником за головами из Ассама».

## Сочинения
- Язык: Введение в изучение речи (Language), 1921 (русский перевод — 1934, 1993).
- The Takelma language of Southwestern Oregon, Wash., 1912; Sound patterns in language, «Language», 1925, V. I, № 1
- Notes on Judeo-German phonology. Jewish Quarterly Review 6:231-266, 1915. Одна из первых лингвистических работ в области идиша в США (описание фонологических особенностей северо-восточного диалекта, носителем которого был Сепир).

Издания на русском языке
- Сепир Э. Язык. — М.: Государственное социально-экономическое изд-во, 1934. — 223 с. (в пер.)
- Сепир Э. Избранные труды по языкознанию и культурологии / Эдвард Сепир; Пер. с англ. под ред. и с предисл. (с. 5-22) д-ра филол. наук проф. А. Е. Кибрика. — М.: Прогресс: Универс, 1993. — 656 с. — (Филологи мира). — 1000 экз. — ISBN 5-01-002079-3. (в пер.)
- Сепир Э. Избранные труды по языкознанию и культурологии / Эдвард Сепир; Пер. с англ. под ред. и с предисл. д-ра филол. наук проф. А. Е. Кибрика. — Изд. 2-е. — М.: Прогресс, 2002. — 656 с. — (Филологи мира). — 1000 экз. — ISBN 5-01-004726-8. (обл.)
- Сепир Э. Статус лингвистики как науки; Грамматист и его язык // Языки как образ мира. — М.: АСТ, Terra Fantastica, 2003. — С. 127—138; 139-156. — 576 с. — (Philosophy). — 5000 экз. — ISBN 5-17-019254-1, ISBN 5-7921-0648-7. (в пер.)